# Discografia de Jullie
A discografia de Jullie, uma cantora e compositora brasileira de música pop, compreende um álbuns de estúdio, dois extended plays e cinco singles lançados. Em 2005 Jullie gravou sua primeira canção, ainda sob o nome artistico de Juliana Vasconcelos, intitulada "Fadinha Tambelina" para a trilha sonora do seriado Sítio do Picapau Amarelo. Em 2009, já com o nome que lhe tornaria conhecida, ganhou destaque quando gravou a trilha sonora brasileira do filme Bolt, além dos videos que postava no site youtube, assinando no mesmo ano contrato com a Deckdisc, mesma gravadora de artistas como Pitty, Strike, Dead Fish e Cachorro Grande.
Em 13 de junho de 2009 lança seu primeiro single, a canção Alice, embalada pela renovação do pop rock brasileiro, entrando para o Hot 100 Brasil na posição noventa e cinco. Em 10 de setembro de 2009 é lançado seu primeiro álbum, intitulado Hey!, influenciado por cantoras como Lily Allen, Madonna, Alanis Morissette e, sua principal referência, Katy Perry, direcionado a uma postura feminista, tendo letras escritas por compositores como Sabrina Sanm e Liah, além da própria cantora. Em 5 de novembro, lançou seu segundo single, Hey!, que recebeu avaliações negativas entre os críticos, porém tendo boas críticas com seu videoclipe bem produzido, em meios como MTV e Mix TV.
Em 10 de fevereiro de 2010, lançou a regravação da canção do Grupo Metrô "Tudo Pode Mudar", parte da trilha sonora do seriado Malhação ID, alcançando a posição vinte e sete. Jpa em 2 de agosto, foi lançado o single "Eu Não Mudaria Nada Em Você", com participação do cantor americano Joe Jonas, presente na trilha sonora do filme Camp Rock 2: The Final Jam. Em 28 de junho de 2011 Jullie retoma as atividades com seu primeiro álbum depois de alguns meses trabalhando como atriz na Disney Channel e lança a canção "Despertar", último single retirado do trabalho antes da gravação de seu segundo álbum de estúdio, previsto para ser lançado ainda em 2011.

## Álbuns

### Álbuns de estúdio
| Álbum     | Detalhes                                                                                     |
| --------- | -------------------------------------------------------------------------------------------- |
| Hey!      | - Lançado: 1 de agosto de 2009 - Formato: CD, download digital - Gravadora: Deckdisc         |
| Até o Sol | - Lançamento: 17 de fevereiro de 2017 - Formatos: Download digital - Gravadora: Independente |

### Extended plays(EPs)
| Álbum              | Detalhes                                                                             |
| ------------------ | ------------------------------------------------------------------------------------ |
| Sem Olhar Pra Trás | - Lançamento: 12 de maio de 2009 - Formatos: Download digital - Gravadora: Deckdisc  |
| Gasolina           | - Lançamento: 18 de junho de 2013 - Formatos: Download digital - Gravadora: Deckdisc |

## Singles

### Como artista principal
| Título                                          | Ano  | Álbum                         |
| ----------------------------------------------- | ---- | ----------------------------- |
| "Alice"                                         | 2009 | Hey!                          |
| "Hey!"                                          | 2009 | Hey!                          |
| "Tudo Pode Mudar"                               | 2010 | Malhação ID                   |
| "Eu Não Mudaria Nada em Você" (part. Joe Jonas) | 2010 | Camp Rock 2                   |
| "Despertar"                                     | 2011 | Hey!                          |
| "Gasolina"                                      | 2013 | Gasolina                      |
| "Supernova"                                     | 2013 | Não adicionado à nenhum álbum |
| "Tão"                                           | 2016 | Até o Sol                     |
| "Ai de Mim" (part. Dani Black)                  | 2016 | Até o Sol                     |
| "Até o Sol"                                     | 2017 | Até o Sol                     |

### Como artista convidada
| Título                                     | Ano  | Álbum                         |
| ------------------------------------------ | ---- | ----------------------------- |
| "After All" (Filipe Guerra part. Jullie)   | 2012 | Não adicionado à nenhum álbum |
| "Secret Place" (Beni Falcone part. Jullie) | 2014 | Beatfication                  |

## Outras aparições
| Título                 | Ano  | Outro(s) artista(s)          | Álbum                               |
| ---------------------- | ---- | ---------------------------- | ----------------------------------- |
| "Fadinha Tambelina"    | 2005 | —                            | Sítio do Picapau Amarelo            |
| "Junk"                 | 2008 | —                            | Paul McCartney - Letra & Música     |
| "Latindo Pra Lua"      | 2009 | —                            | Bolt                                |
| "Singalong"            | 2009 | —                            | As Outras Cores do Álbum Branco     |
| "Aquela História"      | 2010 | Strike                       | Live Boombox                        |
| "Final Feliz"          | 2011 | Elenco de Quando Toca o Sino | Quando Toca o Sino 2                |
| "Quem Está Comigo?"    | 2011 | Elenco de Quando Toca o Sino | Quando Toca o Sino 2                |
| "Par Perfeito"         | 2011 | Elenco de Quando Toca o Sino | Quando Toca o Sino 2                |
| "Coleção"              | 2011 | Bernardo Falcone             | Quando Toca o Sino 2                |
| "Super Duper Love"     | 2013 | Carina Mennitto              | The Voice: O Melhor da 2ª Temporada |
| "Os Outros"            | 2013 | —                            | The Voice: O Melhor da 2ª Temporada |
| Shining Like The Star" | 2015 | Mark Ursa                    | Boarding Time, Vol. 1               |

## Videoclipes
| Ano  | Canção                                          | Diretor       |
| ---- | ----------------------------------------------- | ------------- |
| 2009 | "Alice"                                         | Richard Neves |
| 2009 | "Hey!"                                          | Luiza Castro  |
| 2010 | "Eu Não Mudaria Nada em Você" (feat. Joe Jonas) |               |
| 2011 | "Despertar"                                     |               |
| 2013 | "Secret Place" (feat. Bernardo Falconi)         |               |